# 1873 en littérature
| Années de la littérature : 1870 - 1871 - 1872 - 1873 - 1874 - 1875 - 1876    |
| Décennies de la littérature : 1840 - 1850 - 1860 - 1870 - 1880 - 1890 - 1900 |

Cet article présente les faits marquants de l'année 1873 en littérature.

## Événements
- Juillet : Verlaine tire deux coups de revolver sur Rimbaud qui met fin à leur liaison.
- 8 août : Paul Verlaine entre à la prison de Mons en Belgique pour deux ans pour avoir tiré sur Arthur Rimbaud.

## Presse
- Piotr Lavrov édite le premier numéro de la revue Vperiod (En avant) à Zurich.

## Essais
- État et anarchie, de Mikhaïl Bakounine.
- François Guizot publie son Histoire de France.
- Th. Nœldeke (trad. Derembourg et Soury), Histoire littéraire de l’Ancien Testament, Paris
- Ernest Renan publie L'Antéchrist.
- Ernest Hamel, Histoire des deux conspirations du général Malet, Libr. Soc. des Gens de Lettres
- Charles-Eugène Ujfalvy de Mezőkövesd, Les Migrations des peuples et particulièrement celle des Touraniens, Libr. Maisonneuve

## Poésie
- Une saison en enfer d'Arthur Rimbaud donne un coup de pied à toutes les conventions littéraires établies et révolutionne la poésie en lui créant un visage nouveau.
- Été 1873 : Les Amours jaunes, unique recueil de poèmes de Tristan Corbière.
- Le coffret de santal, plus célèbre recueil de poèmes de Charles Cros.

## Romans

### Romans français
- Le Tour du monde en quatre-vingts jours - Jules Verne
- La Corde au cou - Emile Gaboriau.
- Publication posthume de la Chambre bleue, nouvelle de Mérimée.
- Les Contes du lundi, d’Alphonse Daudet.
- Le Ventre de Paris, Émile Zola

### Autres romans
- Le Pèlerin enchanté de Leskov.
- Anna Karénine de Tolstoï (1873-1877).
- The Fiend's Delight - Ambrose Bierce
- The Gilded Age - Mark Twain (with Charles Warner), voir (en) Gilded Age
- Miss or Mrs.? - Wilkie Collins
- Nancy - Rhoda Broughton
- The New Magdalen - Wilkie Collins
- The Poison Tree - Bankim Chatterjee
- Publicans and Sinners - Mary Elizabeth Braddon
- Sea-gift - Edwin W. Fuller
- Tales for Christmas Eve - Rhoda Broughton
- Work: A Story of Experience - Louisa May Alcott

## Théâtre
- La Demoiselle des neiges, d'Alexandre Ostrovski.

## Principales naissances
- 7 janvier : Charles Péguy, écrivain, poète et essayiste français († 5 septembre 1914).
- 20 janvier : Johannes V. Jensen, écrivain danois, lauréat du Prix Nobel de littérature en 1944 († 25 novembre 1950).
- 28 janvier : Colette, romancière française († 3 août 1954).
- 22 avril : Ellen Glasgow, romancière américaine († 21 novembre 1945).
- 17 mai : Henri Barbusse, écrivain français († 30 août 1935).
- 8 septembre : Alfred Jarry, poète, romancier et dramaturge français († 1er novembre 1907).
- 28 septembre : Wacław Berent, écrivain, romancier et traducteur polonais († 19 ou 22 novembre 1940).
- 7 décembre : Willa Cather, romancière américaine († 24 avril 1947).
- 17 décembre : Ford Madox Ford, romancier, poète, critique et éditeur anglais († 26 juin 1939).

- Date exacte inconnue
  - Georges Clavigny

## Principaux décès
- 18 janvier : Edward Bulwer-Lytton, romancier et homme politique britannique (° 25 mai 1803).
- 10 février : Sheridan Le Fanu, écrivain irlandais (° 28 août 1814).
- 8 mai : John Stuart Mill, philosophe utilitariste britannique (° 20 mai 1806).
- 23 mai : Alessandro Manzoni, écrivain et auteur dramatique italien (° 7 mars 1785).
- 27 juillet : Fiodor Tiouttchev, poète russe (° 5 décembre 1803).
- 28 septembre : Émile Gaboriau, écrivain français (° 9 novembre 1832).
- 21 octobre : Johan Sebastien Cammermeyer Welhaven, écrivain norvégien (° 1807).